# محمدصادق بلورفروش
محمدصادق بلورفروش (زاده ۱۳۰۰ قمری) از پهلوانان نام دار دوران قاجار و پهلوی بود.
پدرش حاج محمدباقر ارس تاجر بلورجات بود و به همین دلیل وی را بلورفروش می‌نامیدند. محمدصادق بلورفروش در سن ۱۵ سالگی به دلیل این که بدن لاغر و ضعیفی داشت و همیشه مورد نکوهش پدر قرار می‌گرفت به درخواست پدرش زیر نظر سید علی مسجد حوضی و میرزا باقر ورزش زورخانه‌ای را در زورخانه مروی آغاز کرد. پهلوان محمدصادق هم دورهٔ پهلوان سیدحسن رزاز بود. دوستی عمیقی بین این دو بود.

## زندگی‌نامه
وی ورزش را از همان دوران نوجوانی در سن ۱۵ سالگی به درخواست پدرش زیر نظر سید علی مسجد حوضی و میرزا باقر ورزش زورخانه‌ای را در زورخانه مروی آغاز کرد. گفته می‌شود وی از کشتی گرفتن با سادات خودداری می‌کرد و این کار را بی‌احترامی به اولاد پیامبر می‌دانست. وی در سن ۵۹ سالگی درگذشت.